# Nadine Beiler
Nadine Beiler, född 27 maj 1990 i Inzing, är en österrikisk R&B- och popsångerska. 
År 2007 vann Beiler den tredje säsongen av den österrikiska talangshowen "Starmania". Samma år släppte hon sin första singel, "Alles was du willst". Beiler representerade Österrike i Eurovision Song Contest 2011 med låten "The Secret Is Love". I finalen den 14 maj slutade hon på 18:e plats med 64 poäng, landets bästa resultat sedan deras 6:e plats från 2003.

## Diskografi

### Album
- 25 maj 2007 - Komm doch mal rüber
- 13 maj 2011 - I've Got a Voice

### Singlar
- 2007 - Alles was du willst
- 2007 - Was wir sind
- 2011 - The Secret Is Love

### Fotnoter
1. ↑  Montebello, Edward. ”Austria sends Nadine to Düsseldorf”. ESCToday. Arkiverad från originalet den 28 februari 2011. https://web.archive.org/web/20110228045133/http://www.esctoday.com/news/read/16873. Läst 25 februari 2011.